# Tjärnö socken
Tjärnö socken i Bohuslän ingick i Vette härad, uppgick 1967 i Strömstads stad och området ingår sedan 1971 i Strömstads kommun och motsvarar från 2016 Tjärnö distrikt.
Socknens areal är 53,87  kvadratkilometer, varav 53,71 land. År 2000 fanns här 1 011 invånare. Ön och kyrkbyn Tjärnö med sockenkyrkan Tjärnö kyrka ligger i socknen. 

## Administrativ historik
Tjärnö socken har medeltida ursprung. 
Vid kommunreformen 1862 övergick socknens ansvar för de kyrkliga frågorna till Tjärnö församling och för de borgerliga frågorna bildades Tjärnö landskommun. Landskommunen uppgick 1967 i Strömstads stad som 1971 ombildades till Strömstads kommun. Församlingen upplöstes 2006, varvid Kosteröarna med Kosters kyrka uppgick i Strömstads församling, medan övriga delar gick upp i den nya Skee-Tjärnö församling.
1 januari 2016 inrättades distriktet Tjärnö, med samma omfattning som församlingen hade 1999/2000. 
Socknen har tillhört län, fögderier, tingslag och domsagor enligt vad som beskrivs i artikeln Vette härad. De indelta båtsmännen tillhörde 1:a Bohusläns båtsmanskompani.

## Geografi och natur
Tjärnö socken ligger söder om Strömstad vid kusten av Skagerack och med skärgård och öar som Tjärnö, Rossö, Öddö, Daftö, Saltö, Ramsö samt Kosteröarna: Nordkoster och Sydkoster. Socknen har odlingsbygd på öarna och i dalar på fastlandet.
Kosterhavets nationalpark delas med Skee socken samt Lurs och Tanums socknar i Tanums kommun. Naturreservat inom EU-nätverket Natura 2000 är Kosteröarna, Nöddökilen, Orrevikskilen, Saltö och Västra Råssö-Kockholmen medan Blötebågen, Öddö 1:63 Drängsviken och Öddö 2:9 är kommunala naturreservat. Också naturvårdsområdet Älgöleran ingår i Natura 2000.

## Fornlämningar
Boplatser från stenåldern har påträffats. Från bronsåldern finns även gravrösen. Tomtningar och labyrinter har påträffats på öarna.

## Befolkningsutveckling
Befolkningen ökade från 550 1810 till 2319 1910 varefter den minskade till 979 1980 då den var som lägst under 1900-talet.

## Namnet
Namnet skrevs 1391 Tiarnöy och kommer från önamnet, vilket innehåller tjärn troligen syftande på en, numera utdikad, sådan belägen mitt på ön.